# 朱塞平娜·贝尔萨尼
朱塞平娜·贝尔萨尼（義大利語：Giuseppina Bersani，1949年8月27日—2023年2月3日），意大利前女子击剑运动员。她曾代表意大利参加1972年夏季奥林匹克运动会击剑比赛，结果获得女子团体花剑第四名。